# 牟敦芾
牟敦芾（1941年5月13日—2019年5月25日），山東日照人，臺灣及香港電影導演。1977年之前執導臺灣電影，之後因為執導的電影被中華民國政府禁止上映，而轉往香港發展。

## 生平
牟敦芾出生於山東，1949年由於國共內戰，8歲的牟敦芾隨家人逃難至台灣定居，後來畢業於國立藝專。1966年他與同校同學黃永松、黃貴蓉參與了導演陳耀圻拍攝的紀錄片《上山》。
1969年，完成個人首部劇情長片《不敢跟你講》，由劉若英父親劉緯文任出品人，但在當年卻未獲公映許可。各方對此片當年被禁原因說法不一，影片因此也蒙上神秘色彩。有說法稱該片情節涉及師生戀才遭禁演，但歸亞蕾扮演的女教師和俞健生扮演的學生在片中關係單純；也有說法稱此片從片名到內容意識型態均存在對白色恐怖的影射，所以未能在當年上映；牟敦芾甚至透過管道打通上層關係，提著拷貝前去央求蔣介石看看片子，奈何蔣介石看到一半就打瞌睡了，最終電影仍舊沒有公映。《不敢跟你講》現存的唯一膠捲拷貝，其中一本已佚失，以至於播放長度只有78分鐘。雖然不完整，但並不影響對於劇情的理解。1970年，牟導演的《跑道終點》則傳因內容涉及同志情誼，遭禁止上映。直至2018年台灣國際紀錄片影展，這兩部牟的早期作品才首度公映，影評人認為它們洋溢著60年代政治與社會壓抑下，青年電影實驗仍多所湧現的現實主義開創精神。
後來牟敦芾在亚洲、歐洲和中美洲遊歷數年，1977年與香港邵氏簽約，正式前往香港電影圈發展，風格轉為色情暴力，以剝削片聞名，拍攝了《紅樓春夢》、《撈過界》、《打蛇》等。1982年，牟敦芾離開邵氏，後成為第一個赴中國大陸拍片的臺灣導演。1988年，牟導演的中港合拍片《黑太陽731》讲述日本731部隊在中国的人體實驗，拍摄动用真屍呈現，是香港首部三級片。1995年上映的《血戀》則是香港第一部以真實性交出演的電影。他的最後一部作品是《黑太陽：南京大屠殺》，是其原計劃拍攝的黑太陽三部曲之二，最後一部《黑太陽：告別戰爭》（No More War）因資金不足被迫終止。
1990年代後期，牟敦芾移居美國淡出影壇，晚年久病。2019年5月25日在美國費城家中去世，安葬於妻子顧氏家族在紐約之墓園。

## 個人生活
1969年，牟敦芾與黄贵蓉結婚。兩人是藝專同學，在《不敢跟你講》中合作，黃是演員，編劇兼場記。婚後生有一女牟佳，却因牟敦芾出軌恬妮而离婚。1977年，牟敦芾与胡茵夢交往並訂婚，同年10月因胡不滿牟導演情色片《红楼春梦》而分手。1978年11月，牟和顧維鈞孫女、人類學教授顧植結婚。

## 電影作品

### 導演
- 1969年:《不敢跟你講》
- 1970年:《跑道終點》
- 1977年:《紅樓春夢》（四名导演之一）
- 1977年:《姦魔》
- 1978年:《包剪碴》（又名：《剪刀石头布》）
- 1978年:《撈過界》
- 1980年:《碟仙》之碟仙
- 1980年:《連城訣》
- 1980年:《打蛇》
- 1980年:《大大小小一家春》
- 1983年:《自古英雄出少年》
- 1988年:《黑太陽731》
- 1995年:《血戀》
- 1995年:《黑太陽：南京大屠殺》

### 演員
- 1966年:《上山》[12]

## 外部連結
- 牟敦芾在互联网电影资料库（IMDb）上的資料（英文）
- 牟敦芾在香港影庫上的簡介